# Angelo Galeno
Angelo Galeno (Monselice, 25 marzo 1857 – Lecco, 1930) è stato un politico italiano.

## Biografia
Figlio di operai nel 1877 fonda con Carlo Monticelli, Emilio Bertana e Ferruccio Duner la prima sezione italiana dell'Associazione Internazionale dei Lavoratori (conosciuta anche come "prima internazionale"), fondata a Monselice. L'anno successivo, con "Il problema dell'alimentazione", inizia una prolifica attività di scrittore ed espone per la prima volta le sue posizioni riformiste, ciò che gli vale l'espulsione dall'associazione. Nel 1879 subisce il suo primo arresto per attività sovversiva. Rimane in prigione quattro mesi, durante i quali matura il passaggio dall'anarchia al socialismo, ed in particolare alla tesi evoluzionista-legalitaria ispirata dal socialismo umanitario di Giuseppe Garibaldi. Tornato in libertà promuove la costituzione della sede locale della società dei Figli del lavoro, di cui assume la vice-presidenza, a somiglianza con l'omonima società milanese. Più o meno nello stesso periodo entra nel comitato regionale del Fascio della democrazia e nel 1892, appena costituito, si iscrive al Partito Socialista Italiano.
Collaboratore di diversi periodici socialisti, tra cui Il Lavoratore di Padova e Il Secolo nuovo di Venezia, svolge anche una intensa vita amministrativa, che lo porta nel tempo a ricoprire numerose cariche. Tra il 1914 e il 1920 è assessore a Monselice, sindaco a Cavarzere e consigliere provinciale di Venezia e nello stesso periodo è nominato presidente della Cassa di risparmio, di Schio, Treviso e Mantova. Delegato a diversi congressi nazionali del partito - nel 1912, 1918, 1919 e 1922 - si schiera con la fazione intransigente e rivoluzionaria del movimento.
Nel 1904, 1909 e 1913, periodo in cui insegna nei licei di Treviso, Sondrio e Urbino e nel ginnasio di Belluno, si candida deputato ma non viene eletto. Anti-interventista, sostenitore dell'espulsione di Mussolini dal partito per le sue posizioni favorevoli all'intervento italiano, nel novembre del 1917 viene arrestato per disfattismo per essere poi prosciolto in sede di istruttoria. Nel frattempo ha lasciato l'insegnamento per esercitare l'avvocatura a Venezia fino al 1919, quando viene eletto deputato per il collegio della città lagunare. Rieletto nel 1921 e nel 1924, nel 1923 sostiene il comitato di difesa socialista promosso da Pietro Nenni contro la fusione nel Partito Comunista d'Italia e nel 1924 la battaglia parlamentare di Giacomo Matteotti per l'annullamento delle elezioni dello stesso anno. Già sequestrato e malmenato dai fascisti nel corso della campagna elettorale aderisce alla Secessione dell'Aventino dopo l'omicidio del deputato rodigino e viene dichiarato decaduto nella seduta della camera del 9 novembre 1926.
Dopo lo scioglimento dei partiti, cerca di ricostituire clandestinamente la Federazione socialista veneta, ma nel novembre dello stesso anno viene assegnato al confino. Sottrattosi all’arresto, si rifugia a Milano, dove resiste sino all’ottobre dell’anno dopo. Relegato a Matera e poi a Maddaloni per scontarvi cinque anni di confino, dopo tre anni gli viene condonato il resto della pena. Liberato nel gennaio del 1930, muore pochi mesi dopo a Lecco.

## Opere
- Il problema dell'alimentazione, Monselice, 1878 [BCM]
- Alle dolci signore dei colli euganei, Monselice, 1879
- Come sta veramente la cosa: appunti sulla società operaia di Monselice, Padova, 1883
- Due crani italici, Padova, 1884 [BCM]
- La donna e la società, Torino, 1892
- Crani saraceni, Padova, 1899 [BCM]
- Educazione agraria e refezione scolastica, Monselice, 1899 [BCM]
- Della ricerca delle pepite d'oro e d'argento nelle sabbie del fiume Adda. Studio di diritto civile, Lodi, 1899 [BCM]
- Su di un caso di T. Echinococco nel midollo spinale dell'uomo, Monselice, 1899 [BCM]
- Il mondo dei viventi. (Introduzione allo studio della biologia), Lodi, 1899 [BCM]
- L'Azione dei socialisti nei consigli comunali e provinciali, Padova, 1908
- Il problema della scuola popolare, Monselice, 1902
- Relazione della commissione consigliare sullo stabilimento Mulini di Bagnarolo, Padova, 1911. [BCM]
- Sulla refezione scolastica come funzione integratrice della scuola popolare, Cavarzere, 1915 [BCM]
- Sul bilancio agricoltura, Roma, Tipografia della Camera dei deputati, 1922 [BCM]
- Sulle bonifiche e sull'esercizio di pesca nella laguna di Chioggia e Burano, Roma, Tipografia della Camera dei deputati, 1922 [BCM]